# Tristan Valentin
Pour les articles homonymes, voir Valentin.
Tristan Valentin, né le 23 février 1982 au Blanc-Mesnil, est un coureur cycliste français. Il est professionnel de 2003 à 2013.

## Biographie
Tristan Valentin commence le cyclisme à l'USM Villeparisis, avec laquelle il dispute ses premières compétitions en 1997. Il rejoint l'année suivante l'Étoile cycliste de Noisy-le-Sec, puis le CSM Aubervilliers en 2000. Ses résultats lui permettent d'être sélectionné en équipe de France junior pour les épreuves de coupe du monde et aux championnats du monde juniors à Plouay (73e).
Stagiaire au sein de l'équipe Auber 93 à la fin des saisons 2002 et 2003, il passe professionnel dans cette équipe en 2004. En avril 2005, il signe ses premiers succès professionnels en remportant le Grand Prix de la ville de Nogent-sur-Oise et le Tro Bro Leon. Il est recruté pour la saison suivante par l'équipe Cofidis.
En juin 2006, il fait l'objet d'un contrôle antidopage positif à l'heptaminol lors du Grand Prix International CTT Correios de Portugal. Ce résultat, dont la faute est imputée au médecin de l'équipe qui le lui a prescrit pour soigner des varices, lui vaut une suspension de six mois.
En avril 2008, il chute lors de Paris-Roubaix. Il souffre de fractures du coude, de l’épaule et d'une déchirure du tendon rotulien. On lui annonce alors que son bras est perdu. Plusieurs opérations, et des séjours en centres de rééducations lui permettent, un an et demi plus tard, de reprendre la compétition.
En 2011, il termine notamment 6e du championnat de France sur route.

## Palmarès
- 2005
  - Grand Prix de la ville de Nogent-sur-Oise
  - Tro Bro Leon
- 2006
  - 3e du Trophée des grimpeurs
- 2011
  - 6e du championnat de France sur route
- 2013
  - 7e de la World Ports Classic

## Résultats sur les grands tours

### Tour de France
1 participation
- 2011 : 118e

### Tour d'Italie
1 participation
- 2007 : 132e

## Classements mondiaux
| Année           | 2005 | 2006 | 2007 | 2008 | 2009 | 2010 | 2011 | 2012 | 2013 |
| --------------- | ---- | ---- | ---- | ---- | ---- | ---- | ---- | ---- | ---- |
| UCI Europe Tour | 85e  |      |      |      |      |      | 633e |      | 729e |